# 猪野清秀
猪野 清秀（いの きよひで、1968年 - ）は、ゲームライター、小説家。早稲田大学商学部卒業。ゲームライターとして歴史・戦略もののシミュレーションゲームを多く取り上げる。またその分野での知識を活かして架空戦記の執筆も行っている。近年は日本ゲームニュースネットワーク(Japan Game News Network)、略称JGNNの代表として多人数同時参加型ネットワークゲーム（MMORPG）の活性化と情報伝達の相互補完のため、各種情報サイト、掲示板の運営に取り組んでいる。

## 著書
- 「シミュレーションゲームII」(電波新聞社)
- 「ダンジョンマスターのすべて」(共著、電波新聞社)
- 「大戦略III'90のすべて」(電波新聞社)
- 「ファイアーエムブレム外伝のすべて」(宝島社)
- 「A列車で行こうIIIのすべて」(宝島社)
- 「パワーモンガーのすべて」(宝島社)
- 「スカイミッションのすべて」(宝島社)
- 「A列車で行こう4テクニカルノート」(宝島社)
- 「ルナティックドーンIIのすべて」(宝島社)
- 「ルナティックドーンII公式ガイドブック」(宝島社)
- 「アトラスIIサポートブック」(宝島社)
- 「第二航空戦隊健在なり」(コスミックインターナショナル)
- 「第一戦隊突入せり」(コスミックインターナショナル)
- 「第一機動部隊出撃せよ」(コスミックインターナショナル)
- 「逆転! ミッドウェー海戦」(再編版、コスミックインターナショナル)